# حضارة النوق
حضارة النوق ظهرت في منطقة غرب أفريقيا أي وسط نيجيريا حوالي عام 1000 ق.م. واختفت بشكل غامض حوالي عام 500 م، ويُعْتَقَد أنّها تطوّرت لتصبح أحد ممالك اليوروبا، كما يُعْتَقد أنّ المجتمع كان متطوّراً جدّاً في هذه الحضارة. وتُعتَبَر أوّل حضارات أفريقيا جنوب الصحراء إنتاجاً لتماثيل الطين النضيج «التيراكوتا» بحجم الإنسان. تتشابه تماثيل النوق مع تماثيل حضارات بنين وإيفه.

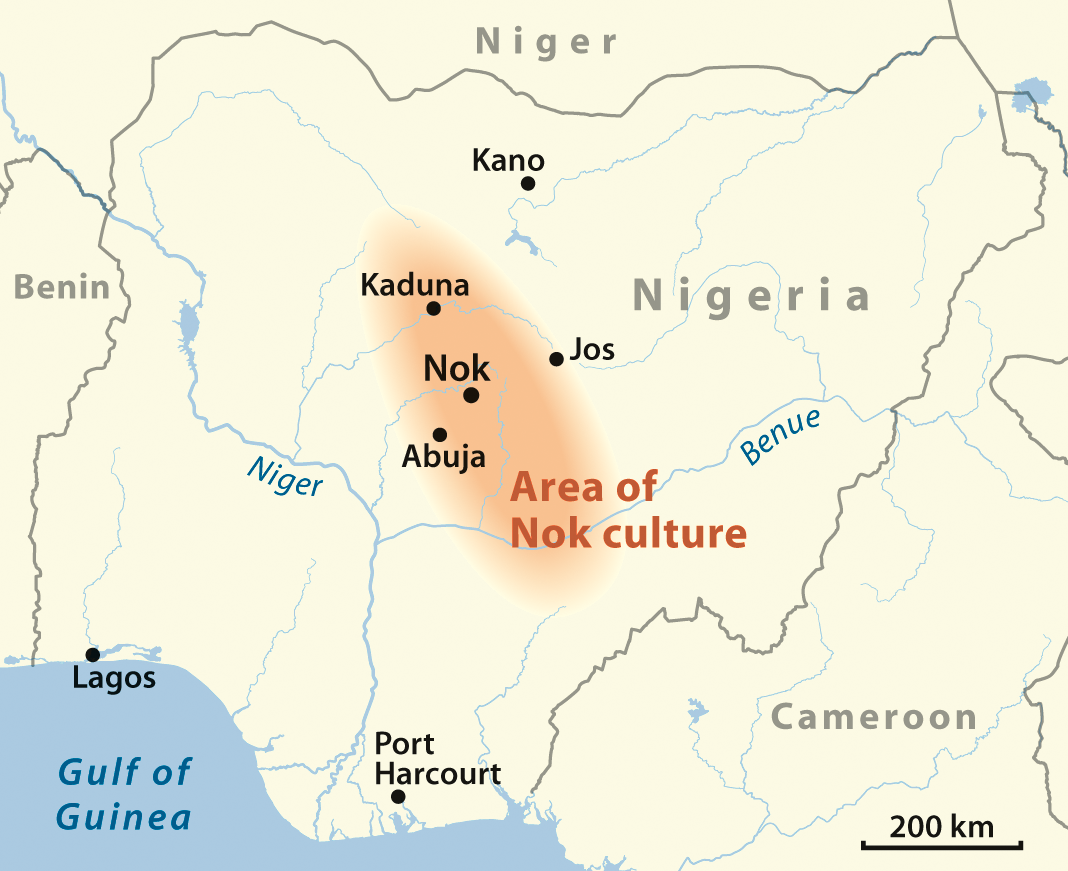
المنطقة التي يُعتَقَد أنّ حضارة النوق انتشرت فيها

استخدم النوق الحديد قبل عام 550 ق.م. وربما قبل ذلك بألف سنة، فصهروه وطرقوه.

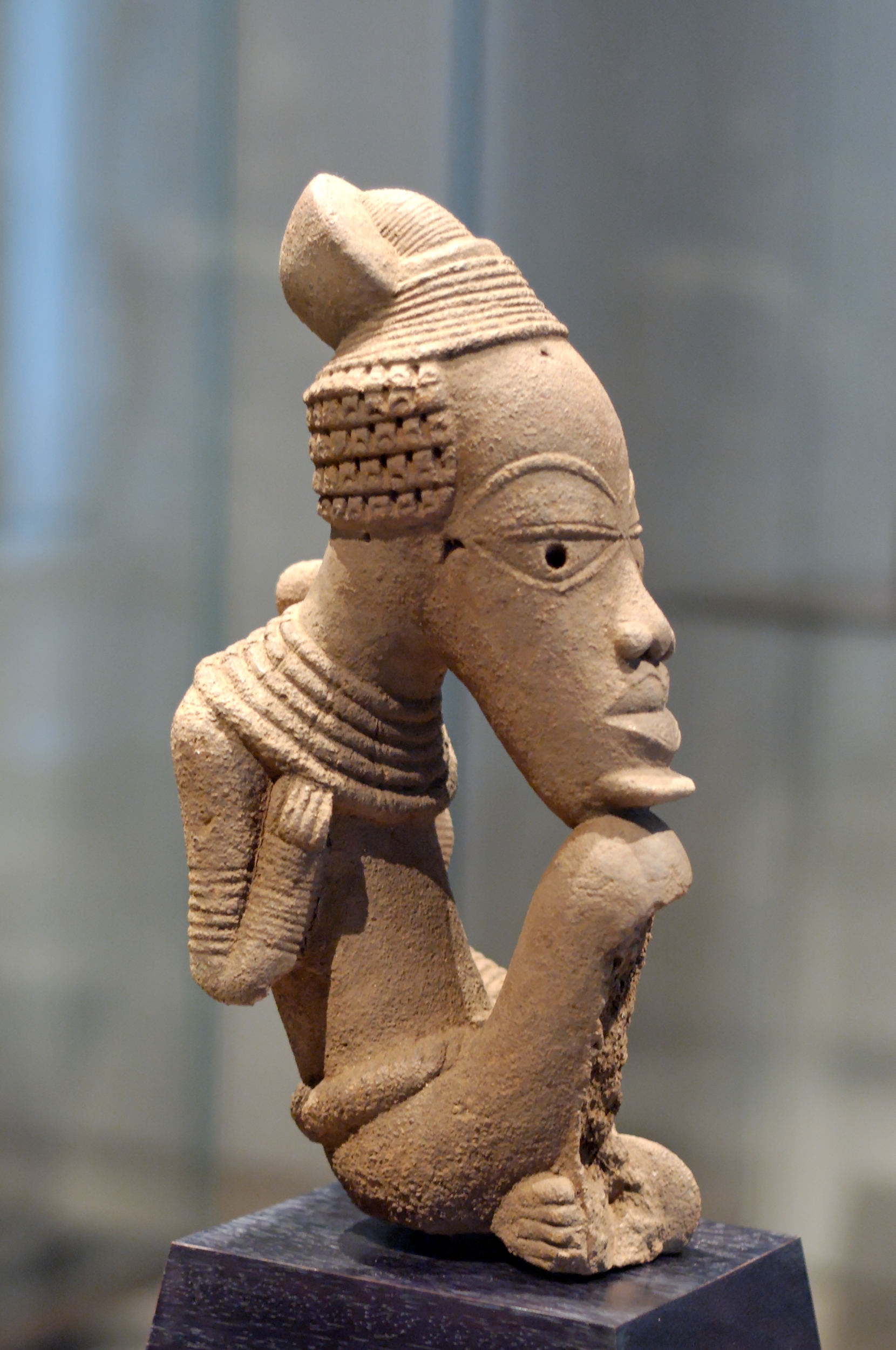
نحت من الطين النضيج لحضارة النوق في متحف اللوفر